# Сереброво (Вологодская область)
Сереброво — деревня в Великоустюгском районе Вологодской области.
Входит в состав Юдинского сельского поселения, с точки зрения административно-территориального деления — в Юдинский сельсовет.
Расстояние по автодороге до районного центра Великого Устюга — 4 км, до центра муниципального образования Юдино — 3 км. Ближайшие населённые пункты — Коншево, Юдино, Аксеново, Петровская, Коробово, Галкино, Шатрово, Стрига, Никулино, Нокшино, Пазухи.
По данным переписи в 2002 году постоянного населения не было.